# Vlag van Ulster

Vlag van Ulster

De vlag van Ulster is in huidige vorm sinds de 13e eeuw (waarschijnlijk vanaf 1264) in gebruik. De vlag is gelijk aan het wapen van Ulster en wordt ook gebruikt in diverse Ierse sportdisciplines.
De vlag bestaat uit een geel veld met een dik rood kruis. Te midden op de vlag is een wit wapenschild geplaatst met daarop een rode hand. De oorsprong van deze rode hand is nogal mysterieus. Zo beweert een populaire legende dat de er een race was om het koningschap over Ulster te claimen. De eerste man die zijn hand op de provincie zou leggen, maakte er aanspraak op. Dit bracht een man ertoe om zijn hand af te hakken en deze over de anderen heen te gooien.